# Američki stafordski terijer
Američki stafordski terijer, pasmina pasa nastala križanjem bulldoga i terijera. 

## Povijest pasmine
Američki stafford terijer je snažan pas pun energije. Nastao je početkom 19. stoljeća u Velikoj Britaniji križanjem bulldoga i terijera kako bi se dobio manji, snažan i okretan pas. Tako dobiveni psi koristili su se za tada vrlo popularne borbe pasa a bili su poznati pod imenom "Bull and Terrier" ili "Half and half". Svi oblici borbe pasa zabranjeni su 1835. godine, ali su se u nekim krugovima i dalje održavali u tajnosti. Čak i tada, u toj ranoj fazi ljudi su prepoznali njihove glavne karakteristike: stabilnost, pouzdanost, hrabrost, ljubav prema djeci i obitelji.
Kolonizacijom Amerike ljudi su poveli i svoje četveronožne ljubimce, pa se tako ovaj pas brzo proširio novim kontinentom. Oko 1870. godine "Bull and Terrier" počinje se koristiti drugo ime - "Pit Bull Terier".
Grupa lovaca u SAD-u je 1898. g. osnovala registar za pse pod imenom United Kennel Club (UKC). Prva pasmina koja je ušla u taj registar bio je Pit Bull Terrier. Zbog naglaska na autohtonost pasmine u ime su dodali još i "American"
Početkom 19. stoljeća ljudi su otkrili da su ovi psi veći od svojih rođaka u Engleskoj, te je bio nezamjenjiv u čuvanju imanja, uključujući sukobe s vukovima, kojotima i drugim velikim grabežljivcima. Potom su se se u uzgoju izdvajali psi koji su bili veći, imali viša ramena i jači prsni koš kako bi još bolje obavljali dužnost čuvara.
U Prvom svjetskom ratu, pas po imenu Stubby dobio je čin narednika u vojsci SAD-a time što je čuvao zarobljenog njemačkog špijuna dok nisu stigle američke trupe. Također je spasio mnoge živote oglašavajući opasnost od napada bojnim otrovima. Još jedan pas koji je stekao slavu bio je "Lucenay Pete" koji je glumio u staroj komediji "Our gang". Pete je proveo skoro devet godina na filmu i dvije godine u kazalištu. Malo ljudi zna da smiješan prsten oko njegovog oka nije bio nacrtan.
Oni koji su voljeli ovu pasminu zalagali su se da se službeno prizna, i konačno je 1936. godine američki kinološki savez priznao ovu pasminu kao American Staffordshire Terrier. Kasnije se proširila po cijelom svijetu i bila priznata kao takva.
Prvi Stafordski terijer koji je registriran u američki kinološki savez bila je kuja Wheeler's Black Dinah 1936. god. 1937. godine Maher's Captain D postao je prvi zabilježeni šampion Stafordskih terijera u Americi.
Kako je vrijeme prolazilo postale su očite razlike između američkog i britanskog stafforda. Američki uzgajivači razvili su težeg i većeg psa od onog u Velikoj Britaniji pa više nije bilo praktično svrstavati ih pod istu pasminu, te su 1972. god. Američki Staffordshire terijera razdvojili od Staffordshire Bull terijera.

### Evolucija imena
- Pit Bull Terrier - druga polovica 19. stoljeća
- American Pit Bull Terrier - 1898. godine
- Staffordshire Terrier - 1936. godine
- American Staffordshire Terrier - 1972. godine

## Karakteristike pasmine
Američki Staffordshire Terrier je pas za širok spektar ljudi. Što god tražili od njega, on će to i pružiti. On je lijep pas pun snage, neustrašiv i odlučan, a istovremeno inteligentan, nježan, drag i odan. Brojne su odlike Američkog Stafford terijera, što mogu potvrditi svi koji su ga ikad imali. Staffordi su općenito dobrog zdravlja i uz dobru njegu njegova životna dob može biti od 12 do 16 godina.
On je prvenstveno obiteljski pas, najsretniji su kad su među ljudima koji ga vole i koje on voli i čini sve da usreći svog gospodara, te time čini iznimnog kućnog psa koji je tih, miran i poslušan. Dobro se snalaze i po gradovima, stan koji čuva Stafford sigurniji je od tvrđave. Kratka dlaka traži vrlo malo njege i lako ju je odravati čistom.
Međutim, Stafford nikad ne odoljeva zovu drugih pasa, te ga treba držati u ograđenim prostorima. Isto tako, nikad ga se ne smijevoditi bez povodnika, niti samostalne izlaske izvan dvorišta ili stana jer će zasigurno upasti u neku nevolju.
Postoje brojne priče gdje je stafford spasio dijete od nesreće, opasnosti, požara ili napada drugog psa. Borit će se na život ili smrt kako bi obranio člana svoje obitelji. Stafford će se s djecom igrati satima i satima, ne pokazujući umor ili dosadu.
Budući da je ovaj pas tih i ne laje često Stafford je izuzetan čuvar. Saznanje da je Stafford u blizini zasigurno će odbiti lopove i ljude sa zlim namjerama.
Neki uzgajivači u Americi uključili su se u program terapije bolesne djece, ili djece s posebnim potrebama, i postigli su više nego zadovoljavajuće rezultate.
Iako izgledaju grubo i opasno ovi su psi djeca u duši, uživajući u svom domu, maženju i druženju s ljudima. Dobro se slažu i s drugim životinjama ako se socijaliziraju u ranoj dobi.
Tragično je što su Stafford terijeri i njima slični psi često izvrgnuti lošem publicitetu. Tome su pridonijeli neodgovorni i zli pojedinci koji nisu dorasli ovakvom psu, koji su psa naučili da bude agresivan čak i prema ljudima, a da ne govorimo koliko je pasa završilo u nelegalnim borbama završavajući tragično, sve to da bi ugodili svom vlasniku. Bitno je znati da se pas ne rađa agresivan i zao, već se tomu uči. U rukama nepouzdanih i neodgovornih ljudi ovaj pas može biti opasna prijetnja kao i svaki pas.
Stafford mora imati čvrstu ruku vlasnika, mora se već u ranoj dobi socijalizirati s ljudima i drugim psima, a svakako ne bi bilo loše uključiti ga u obuku poslušnosti.
Ovaj pas ne preporuča se ljudima koji će mu popustiti u svakom trenutku ili onima koji mu neće posvetiti dovoljno vremena. Pas koji je danima zatvoren ili vezan bez ikakve pažnje zasigurno će s vremenom pokazati neposlušnost a često i agresivnost.
Zdravlje:
Očekivani životni vijek im je obično 12 godina uz dobru brigu. Pasmina može biti osjetljiva na kožne alergije, infekcije mokraćnog sustava (UTI) i autoimune bolesti. Spondiloza i osteoartritis česti su kod starijih pasa. Ostala zapažena pitanja mogu uključivati: prirođene srčane bolesti, displaziju lakta, displaziju kukova, luksuzna patelu, disfunkciju štitnjače i cerebelarnu ataksiju.
Štenad američkog stafordshire terijera ne treba odvojiti od kuje prije navršenih 8-10 tjedana.
Zakonodavstvo o pasminama
Američki stafordski terijer širom svijeta često je uključen u zabrane pasmina koje ciljaju pseće vrste i / ili borbene pasmine pasa. Takvo zakonodavstvo određeno za pasmine može se kretati od otvorenih zabrana posjedovanja do ograničenja i uvjeta vlasništva.
Popularnost:
8. najpopularniji pas prema Australskom nacionalnom kinološkom vijeću.Prema Société Centrale Canine, to je 6. najpopularniji pas u Francuskoj. Prema američkom kinološkom klubu, to je 83. najpopularniji pas.= Vanjske poveznice ==
- http://www.ironamstaff.com  Arhivirana inačica izvorne stranice od 8. ožujka 2007. (Wayback Machine)
- http://www.ironamstaff.com/o_stafordima.html  Arhivirana inačica izvorne stranice od 8. ožujka 2007. (Wayback Machine)
- https://www.k-9.hr
- https://www.k-9.hr/post/pasmine-američki-stafordski-terijer